# C.M.B.森羅博物館之事件目錄
《C.M.B. 森羅博物館之事件目錄》為加藤元浩所著之推理漫畫，於講談社漫畫雜誌《月刊少年Magazine》2005年10月號開始連載，2020年9月號連載結束。與《神通小偵探》是姐妹作，共用世界觀。

## 劇情簡介
故事由榊森羅和七瀨立樹兩位角色帶領展開：兩人遇上各式各樣的不可思議神秘事件，而榊森羅藉其豐沛的科學知識找出神秘事件真正的科學上原因，進而解開與之相關的案件。
事件的主题除了神秘现象外，还包括遗迹与文明、植物与化石、动物等。跟《神通小侦探》一样，并非全是杀人事件。

## 登場角色

### 主要角色
榊森羅（Sakaki Shinra）
背景身世均成謎的少年。經營私人博物館「森羅博物館」，收藏許多奇珍異寶，但由於地點問題以及缺乏宣傳而乏人問津。
傳說19世紀英國女皇夏綠蒂選出守護知識的三賢者，並分別賜予「C」、「M」、「B」之戒指以代表其身分，並傳給三賢者所認可的傳人，榊森羅即為同時繼承此三戒指的傳人。
個性天真好客，說話率直，總是相信別人的承諾，擁有一呼喊就輕鬆叫來一堆動物的特殊能力(曾在海水浴場叫來一條鯨鯊)。
雖然從未上過學，但學科知識豐富，熟悉多種語言，社會科僅歷史一科擁有深邃之知識，國文約高中生程度，自然科有大學生或更在以上之程度。
因為學識方面的不平衡故通過私立明友高中之入學考後，編入七瀨立樹就讀之班級。
與之相對，他缺乏許多基本的生活常識，似乎也不太會使用日常所見的機器產品；其養父自幼即帶著他四處旅行，學習各種知識，如曾拜一名薩滿為師學習藥草學，自幼即接受紮實的灌木叢訓練(野外求生技巧)。
經常由於七瀨立樹之要求而對事件給予諸多協助和推測，但若要求他提出關鍵解答，他即會表示「接下就需要付入場費了」。
入場費的形式很抽象，從贈送收藏品到來參觀博物館均有(也有幾次是森羅喜歡的宇治金時)，只要答應，他就會展開推理「讓我帶你們到驚異的房間吧」。
經營博物館的理念是不論美麗與否，只收藏真實。
母親春菜在他年幼時即過世，後來被三賢者收養並在湖邊的古堡傳授他許多知識，森羅為了想確認世上的一切而離開。
神通小偵探主角 燈馬想 是他母方的表哥。
因為是歷代僅見，同時繼承三枚戒指的傳人，而後被大英博物館理事要求分散其權力，其結果導致候選人三名死亡，森羅在選擇將戒指丟入大海後，徹底解決事件，之後就下落不明。
故事後期為了重建「森羅博物館」，和七瀨分離長達六年的期間，最終話和七瀨重逢，選擇在童年居住的湖邊古堡重新開放「森羅博物館」。
七瀨立樹（Nanase Tatsuki）
就讀私立明友高中的女學生。由於就讀此私立高中之學生多為教養良好之有錢人家子弟，故她在同學面前也極力保持溫和有禮的形象，但事實上是位正義感強烈、總是路見不平拔刀相助（有時以暴力形式）的活潑高中生。有練合氣道，拿著武器的犯人也不是其對手，曾和燈奈兩個人一起撂倒十數個手持武器的武裝份子。
外公為私立明友高中之理事長，管理同校系自幼稚園到大學的數校，榊森羅也是由於他的認可才得以進入明友高中就讀。
父親出身普通人家，母親則是千金大小姐，兩人結婚時因擔心遭反對甚至差點私奔，沒想到外公清川一口答應，提出的唯一條件是要求孫子必須進入明友，立樹是因此才進入明友的。
隨著故事進展，和森羅發展出深刻的羈絆，畢業後成為古物修復家，利用過去的經驗，因此評價不錯，最終話於時隔六年後和森羅重逢，成為重新開放的「森羅博物館」首名訪客。

### 與森羅、立樹有關的人
蕭·班特雷
大英博物館主任研究員，於「Op.05：失落的浮雕」登場。
大英博物館最年輕的主任研究員，曾受過森羅的養父們的照顧，一開始反對森羅的養父們將C.M.B.三枚戒指交與森羅，以找出阿茲特克失落的浮雕為賭注試圖奪取其中一枚戒指。在失敗後交出哥倫比亞的黃金雕像給森羅，被立樹已「你想把別人挖掘到的東西擺在自己的博物館裡嗎？」要求森羅歸還。
腸胃有問題，聘有專屬廚師琳達。
瑪烏·絲卡魯（Mau）
黑市贓物販賣的幕後統治者，被稱為黑市魔女，國籍不明，擁有優秀的語言能力，精通各國語言，以及判斷收藏品的價值與真假的眼力。在全世界有十三家古美術品店管理黑市流通的古美術品。
時常利用森羅來達到目的，但有時反因森羅需要代價才解決問題，而常將盯上的藏品或情報交給森羅，不過同時也以在地下社會的勢力來確保森羅的博物館不會被盜賊盯上。
小時候目睹父母親被假藝術品欺騙，決定成為黑市的統治者，由她來決定藝術品「正確的價格」。
鯨崎猛（Kujirsaki Takesi）
警視廳的刑警，起初因明友高中的學生捲入傷害事件而和兩位主角認識。
個性嚴肅熱血，以解決事件為己志，就算因追緝犯人撞壞車子也在所不惜（且還繼續駕駛）。
但反應似乎有點慢，因此曾（雖然反對，但不知不覺中開始）借重森羅的能力解決案子。
清川
立樹的外祖父，私立明友高中的理事長，是從幼稚園開始到大學直升式經營教育機構的學校負責人。
有著很強的好奇心，有時為了滿足這點而不惜出國找尋答案，通常這時會把森羅也帶在身邊，有時也會介紹工作給森羅。
初登場時沒有提過其姓氏，直到Op.27「初釜事件 ("Hatsugama" Case)」中才從其友人口中得知。
橫槍
立樹與森羅的高中同學。同學們都說他是「完全不看他人臉色而自顧自的人」。
與他有關的事件往往都因為他的行動把立樹和森羅給捲進其中。
比爾·布斯特
歐盟刑警組織的警部，於「Op.26：費斯托斯圓盤」登場。
負責調查在歐盟發生的美術品遭竊案，極力追查瑪烏，試圖找出證據。
曾懷疑森羅為瑪烏同夥，在「Op.46：阿拉伯彎刀」要求森羅鑑定遭竊的阿拉伯彎刀是否為真貨以測試森羅。
大學唸國際法，在「Op.56：總統逮捕事件」中受比利時政府負責保護森羅生命安全，獲准攜帶槍枝，可以無條件射殺攻擊森羅的犯人。
狒狒丸
「Op.30：老太太與猴子」中登場的阿拉伯狒狒，因為在一次事件中飼主死亡的緣故，森羅在解決事件後將牠帶回博物館飼養。
智能很高，能聽得懂日語，可以用肢體語言和人溝通，平日在博物館裡負責打掃與接待客人的工作。
會做簡單的家事，甚至因為會泡咖啡而被瑪烏盯上，要求森羅轉讓給她。
田天樂
香港警察，任職油麻地警署。於「Op.31：張的幽靈」登場。伯父黃啟文是名道士。
調查女星遇見幽靈案認識森羅和立樹。於「Op.51：龍鳳」再度登場。

### 森羅的雙親
三賢者
過去分別繼承了C.M.B.三枚戒指的人們，也是森羅的養父。
雷伊·布拉克
於「Op.29：封泥」登場，個性豪放快活，常把森羅捲進危險的事情之中（森羅本身沒感覺到），因此被森羅的母親·春菜禁止他單獨和森羅在一起；因為將森羅當成誘餌抓到嫌犯，故立樹之後也要求森羅這樣做。
立樹曾對其抱怨為何放森羅獨自一人生活的事，雷伊則表示是森羅憑自己的意思決定離開的，他表示尊重而不予干涉，並認為森羅是自己最能信任的人。
蘇丹·貝爾奴伊
於「Op.41：蘇丹」登場。給人的第一印象是個戴著眼鏡、成熟穩重的正常人，實際上是個非常頑固，不達目的決不罷手的人，為此甚至可以不管自己的身體健康狀況會不會出問題，或差點遭到生命危險，而讓周圍的人都不得不出手幫忙。
曾為了挖掘出一座佛窟而埋頭苦做，最後終於成功將堵住洞口的巨石鑿穿，看見了描繪在洞裡的佛像。
本來是希望森羅留在身邊，但考慮到過世的春菜不希望他這樣做而決定放手。
後又再次邀請森羅一起生活，被森羅拒絕後反而乾脆地放棄。
莫利斯·蘭德
於「Op.60：犀牛圖」登場，是荷蘭國立博物學研究所的所長。
直覺性的天才，和他人交談時只會說出最低限度且一語中的的詞語，因而常讓他人搞不懂他的想法，但其中必有含意，需要靠他人自己去猜測。
因為想念森羅才把他找來解決問題，不過事後森羅才透過立樹明白對方的想法。
榊春菜
森羅的母親，在他小時候就因病去世，是當時的三賢者雷伊、蘇丹、莫利斯共同仰慕的女性。
本作中只有描述她曾是個考古學家的事，其他的則一切不明。
有出現過在雷伊做出把森羅拋到河川裡的舉動後用出膝蓋飛踢踢在對方臉上的舉動。
曾捐贈一批她所發掘的古埃及文物給開羅博物館。

## 名詞
三枚戒指
是大英博物館負責收集、調查收藏品由來的調查員中最優秀的三人，被稱為智慧守護者「三賢者」的憑證。
戒指上分別有著「C」「M」「B」三個英文字，是由當時的英國女王夏洛特賜予第一代的三賢者，之後三賢者會從弟子之中挑選出最優秀的人，並將戒指交付後作為繼承賢者之位的證明而如此代代相傳。
不過史實上的夏洛特其實是喬治三世的王后，本作中則是為了故事性而加以改編。
只要持有其中的一枚戒指，就能無條件的閱覽世界各地的機構所收納的文獻、學術資料與各類作品，並能強制要求各大學術機關協助進行調查與研究，或要求當地政府機關協助，同時也能調動由大英博物館所提供的無上限資金，可說只要擁有它就能獲得莫大的權力。
現在的戒指繼承者是榊森羅，他獲得了上代三賢者的認可而同時繼承了三枚戒指，
C.M.B.
三枚戒指上所刻著的文字。由來是聖經中所提到的東方三賢者。分別對應著三賢者的名字「卡斯帕爾（Casper ）」「梅爾基歐爾（Melchior ）」「巴爾塔薩爾（Balthasar ）」的第一個字。
也有一說這是拉丁文的「Christus Mansionem Benedicat （主啊！請祝福我的家）」的祈禱語省略形。
森羅博物館
森羅自己經營的博物館，藏品包羅萬象，從植物標本到恐龍化石應有盡有，也包含不少近代藝術品。
因收藏的文物有些是世上僅此一件的珍品，所以曾吸引黑市掮客前來盜取，不過目前是被瑪烏保護著，不准他人竊取。
私立明友高中
立樹就讀的貴族學校，其外祖父是該校的理事長。

## 館藏事件一覽表

### 1卷至15卷
| 話數  | 標題                                                     | 刊載月期（日）                     | 單行本 | 簡介概要 |
| ----- | -------------------------------------------------------- | ---------------------------------- | ------ | --- |
| Op.01 | 擬態 (Mimicry)                                           | 2005年10月号                       | 1卷    | 明友高中发生疑似人体发火现象的刑案。立树为了帮助好友洗清哥哥（田崎）的嫌疑，结识了奇怪的少年榊森罗。                                                                                               |
| Op.02 | 幽靈博物館 (Ghost in the Museum)                         | 2005年11月号                       | 1卷    | Ｙ市立自然博物馆地下室发生灵异现象，感到不安的巡逻员立花向友人立树诉苦。在立树的要求下，森罗前往该博物馆调查。                                                                                     |
| Op.03 | 藍色大樓 (Blue Building)                                 | 2005年12月号・2006年1月号          | 2卷    | 古老国宅发生伤害案件，线索只有目击者X寄的一封信，但信中所提供的线索跟真实状况不符。为了找出X，鲸崎警部前来明友调查。                                                                               |
| Op.04 | 詛咒之面具 (The Cursed Mask)                             | 2006年2月号・3月号                 | 2卷    | 传说因为作得不好而会诅咒人死亡的能乐面具即将被拍卖。究竟面具诅咒的真相是……？ |
| Op.05 | 失落的浮雕 (Lost Relief)                                 | 2006年4月号・5月号                 | 3卷    | 大英博物馆最年轻的主任研究员班特雷，为夺取森罗手中的戒指而对森罗提出挑战。然而这个挑战似乎是个使他能稳赢的陷阱……                                                                                   |
| Op.06 | 都市傳說 (Modern Legend)                                 | 2006年6月号・7月号                 | 3卷    | 明友高中开始有奇怪的都市传说流传。森罗指出这些可能是别有用心的传说后，立树开始调查传说的源头。 |
| Op.07 | 猶太人的財寶 (Judean Fortune)                            | 2006年8月号・9月号・10月号・11月号 | 4卷    | 某天，森罗与外务省的人一起来到立树家。森罗邀请立树一同前往梵蒂冈，而在那里等待他们的是……？ |
| Op.08 | 古騰堡聖經 (Gutenberg Bible)                             | 2006年12月号・2007年1月号          | 5卷    | 少女玛乌带着古滕堡圣经的残页来到博物馆，希望森罗能予以鉴定，遭到拒绝。数天后，自称ICPO刑事的人们来到博物馆，称他们正在追查一名黑市掮客。立树发现照片上的正是在玛乌身边出没的可疑男子……             |
| Op.09 | 森林聖靈 (Spirit of Forest)                              | 2007年2月号・3月号                 | 5卷    | 玛乌再次到访，这次是希望森罗能一起寻找亦是森罗友人的身处婆罗洲的药剂师サダマン。森罗对婆罗洲的自然环境和珍稀动物也很感兴趣而一口答应，于是两人出发前往婆罗洲。                                     |
| Op.10 | 臟器罐 (Canopus)                                         | 2007年4月号・5月号・6月号・7月号   | 6卷    | 埃及・开罗的考古学博物馆发生了杀人事件。凶手枪杀被害者后还取走其一部分内脏。因为枪击波及了母亲的遗物，森罗决定要找出真凶。和姐妹作《神通小偵探》52话 ・法老的首飾跨界。                            |
| Op.11 | 飛蝗 (Locust)                                            | 2007年8月号                        | 7卷    | 在讨论是否要开辟道路的时候，村中发生了蝗灾。村里的少年找到森罗，告诉他“在森林看到了漂亮的鸟，如果喷洒农药的话恐怕会害死它”。为了保护八色鸟，森罗前往村子。                                         |
| Op.12 | 鐵門 (Iron Door)                                         | 2007年9月号                        | 7卷    | 被关在防空洞中饥饿而死的男人。凶手到底是如何关上300kg重的铁门的？ |
| Op.13 | 公立游泳池中 (In the Civic Pool)                         | 2007年10月号                       | 7卷    | 市民游泳池中发生了一些小事。同学主张自己重要的演唱会门票被母亲丢掉了。并不栖息在东京的龙虱被丢进泳池。总说“真奇怪啊”的游泳大叔。为了重拾安静的环境，立树要森罗把问题解决掉。                       |
| Op.14 | 土耳其人 (The Turk)                                      | 2007年11月号                       | 7卷    | 森罗和立树前往欣赏会长的收藏品。在那里他们看到了“土耳其人”的复刻版。在森罗和“土耳其人”下棋的时候，发生了偷窃事件。                                                                                 |
| Op.15 | 1億3千萬個被害人 (One Hundred and Thirty Million Victim) | 2007年12月号                       | 8卷    | 鲸崎警部收到写有“将使日本1亿3000万人成为被害人”的复仇预告信。寄出者似乎曾是冤案的受害者。于是警部立刻展开调查……。                                                                                  |
| Op.16 | 隕石 (A Meteorite)                                       | 2008年1月号                        | 8卷    | 在位于哈萨克斯坦的俄罗斯宇宙基地发现了陨石产生的撞击坑。为了争夺陨石的所有权，两国希望森罗进行裁决。虽然当地的少年说事件大约是3天前发生的，但现场却没有见到任何碎片。                              |
| Op.17 | 櫛野村奇譚 (A Strange Tale from Kushino Mura)            | 2008年2月号                        | 8卷    | 森罗和立树等人前往栉野村滑雪。挑战超上级者滑道的两人在风雪中迷失时，进入了偶然发现的山中小屋，但却好像回到了村子被命名为“栉野村”之前的过去。                                                       |
| Op.18 | 公山羊像 (The Statue of a Male Goat)                     | 2008年3月号                        | 8卷    | 森罗拜托搬家公司的人重新装修博物馆。感到最近很难找到工作的搬家公司，却收到了希望他们借此机会偷走“公山羊像”就可以得到一大笔报酬的请求。                                                             |
| Op.19 | 太陽與民間傳說 (The Sun and a Folklore)                  | 2008年4月号・5月号                 | 9卷    | 曾作为印加文明首都，无比繁荣的库斯科。一名手持金块的当地少年昏倒在著名景点太阳神殿的地下迷宫中。他原本是和手持绳结的大学教授一同进入地下迷宫的，但在途中失散了。难道传说中的黄金乡真的存在吗？     |
| Op.20 | 變態 (The Metamorphosis)                                 | 2008年6月号                        | 9卷    | 明友高中图书馆的墙上装饰着一张画，那是17世纪某位女昆虫学家的作品。某天，这张画被盗了。 |
| Op.21 | 死滅迴游 (Abortive Migration)                            | 2008年7月号                        | 9卷    | 为了拍摄海洋生物的照片，森罗和立树来到冲绳。在那里，进行有氧潜水支援的夫妻，似乎因为丈夫偷偷留着前妻的遗物正在吵架。他的前妻虽然是被卷入死灭回游而死，但也有被丈夫杀死的传闻。                     |
| Op.22 | 相差6千萬年 (Sixty Million Years)                        | 2008年8月号                        | 10卷   | 蒙古的戈壁中、发现了恐龙和人类处在同一地层的化石。受到古生物学者兄妹的拜托，森罗前往解明这相差6000万年之谜。                                                                                       |
| Op.23 | 釘子 (The Nail)                                          | 2008年9月号                        | 10卷   | 森罗和立树的同学·横枪收到了会带来不幸的信息。被钉在杉树上的诅咒娃娃写着半年前肇事逃逸事故中被害者的名字。当事人主张被害人是被突然推到自己车前的。                                                  |
| Op.24 | 地球最後的暑假 (Summer Holiday at the World End)         | 2008年10月号                       | 10卷   | 暑假的最后一天，森罗等人来到海边玩。听了海边小屋女主人所讲的附近洞窟的怪谈，一行人来到洞窟，果然如她所说地听到了令人毛骨悚然的笑声……。                                                             |
| Op.25 | 水風琴 (The Hydraulis)                                   | 2008年11月号                       | 10卷   | 收到玛乌希望调查被认为是管风琴原型的水风琴的委托，森罗和立树前往造访位于意大利山中的音乐堂。而那是在当地人中，流传着「弹奏了它的人就会死」的「诅咒的水风琴」。                                     |
| Op.26 | 費斯托斯圓盤 (The Phasitos Disc) 〈前篇、後篇〉          | 2008年12月号 2009年1月号           | 11卷   | 森罗和立树来到希腊参观玛乌的收藏品，在其中发现了传说是“费斯托斯圆盘”所使用过的印章。在他们在游艇上和印章买主，世界海运王之弟商谈的时候，海运王的妻子登船，两声枪响后众人赶到时，发现她已经被杀了。 |
| Op.27 | 初釜事件 ("Hatsugama" Case)                              | 2009年2月号                        | 11卷   | 立树的祖父带森罗前去参加中学同学家举办的初釜。可是茶会后，却发现价值300万日元的黑樂茶碗不知什么时候被和放在凹间的陀螺掉包了。                                                                      |
| Op.28 | 丸標貓（丸〆猫） (Marujime Neko)                         | 2009年3月号                        | 11卷   | 妻子去世后就郁郁寡欢的男性身边发生了一些怪事。他觉得带有和妻子重要回忆的丸标猫（招财猫）仿佛是老伴在呼唤自己到另一个世界去一样。森罗表示可以为他解答，但要给他丸标猫作为报酬。                     |
| Op.29 | 封泥 (Clay Seal)                                         | 2009年4月号                        | 12卷   | 卢浮宫藏品，作为交易的行政文件，被装在壶里的古巴比伦粘土板不见了。壶被用粘土封起来，但那封泥却未受到破坏。森罗3名养父之一、雷伊博士为解决此事，将他叫来法国。                                      |
| Op.30 | 老太太與猴子 (An Old Woman and a Monkey)                 | 2009年5月号                        | 12卷   | 森罗和立树帮她祖父的朋友整理仓库。翌日，仓库主人的老奶奶被发现死在上了锁的自己寝室内。众人打开门锁时，房内除了老奶奶，只有她的宠物狒狒而已……                                                       |
| Op.31 | 張的幽靈 (The Actress Sees Ghost) 〈前篇、後篇〉         | 2009年6月号 2009年7月号            | 12卷   | 森罗为了从某个香港占卜师手中买下占卜用的罗盘，前去和店主交涉时，占卜师的刑警侄子带着人气女演员、陈倩莲也来到店中。陈说自己三个月以来，一直为看到某个男性的幽灵所苦……。                             |
| Op.32 | 夏草 (The Grass in Summer)                               | 2009年8月号                        | 13卷   | 放学途中，森罗等人发现了一块长满草花的旗竿地。这块地的主人似乎3个月前去世了，他到底曾在这片空地上做过什么？                                                                                        |
| Op.33 | 霧中的山莊 (Mountain Villa in Fog)                       | 2009年9月号                        | 13卷   | 森罗等人在参加合宿走在山路上时突遭大雾。他们得到雾中发现的山庄主人的许可到山庄内避难，后来得知山庄中住的都是某剧团的演员。1小时后，之前还生龙活虎的其中一人被发现死掉了。                          |
| Op.34 | Asado (Asado)                                            | 2009年10月号                       | 13卷   | 2年A班在森罗的提议下，决定以贩卖名为"Asado"的料理参加学园祭。在学园祭前一天大家都忙着准备的时候，邻班的准备工作全都被推给了一个男生……。                                                            |
| Op.35 | 音樂盒 (The Music Box)                                   | 2009年11月号                       | 13卷   | 玛乌带着一台旧式大型八音盒来到森罗博物馆，总而言之就是希望森罗解开上面的谜团，然而……。 |
| Op.36 | 世界的盡頭 (World's End) 〈前篇、後篇〉                  | 2009年12月号 2010年1月号           | 14卷   | 为了寻找至今只发现了8只的梦幻蝴蝶，皇帝纹黄蝶的“第9只”而前往阿根廷布宜诺斯艾利斯。可是，却被卷入了与肮脏战争相关的事件……                                                                           |
| Op.37 | 雙六（地产大亨） (Sugoroku)                              | 2010年2月号                        | 14卷   | 森罗和立树来到由一位老奶奶独自经营的玩具店，得知老奶奶因和朋友不和而困扰。于是立树打算帮助她们解除误会。                                                                                           |
| Op.38 | 花店的女孩 (Woman in the Flower Shop)                    | 2010年3月号                        | 14卷   | 花店看板娘被杀了。正独居准备参加律师资格考试的学生，目击到了疑似凶手的人物…… |
| Op.39 | 阿莉阿德尼的線 (A Thread from Ariadne)                   | 2010年4月号                        | 15卷   | 为了解开会动的米诺陶尔木像的真相，它被带到森罗手中。森罗能解开谜团吗？ |
| Op.40 | 釣魚 (Fishing in the Secret Place)                       | 2010年5月号                        | 15卷   | 森罗等人前往码头钓鱼，但却发现那里是毒品交易的现场，正有大量警察进行搜索。虽然毒贩已经落网，但却找不到毒品。到底被藏在什么地方了呢？                                                               |
| Op.41 | 蘇丹 (His Name is "Stan")                                | 2010年6月号                        | 15卷   | 柬埔寨女神像被盗运到日本。为了夺回女神像，森罗的其中一名养父，苏丹博士来到日本。虽然苏丹博士看起来比较像是个常识人……                                                                               |
| Op.42 | 縫被 (The Quilt)                                         | 2010年7月号                        | 15卷   | 一位奄奄一息的英国年迈妇人来到日本，委托森罗解读藏在缝被花纹中的讯息。森罗能及时解开讯息吗？ |

### 16卷至30卷
| 話數  | 標題                                                                   | 刊載月期（日）            | 單行本 | 簡介概要 |
| ----- | ---------------------------------------------------------------------- | ------------------------- | ------ | --- |
| Op.43 | 納斯卡的地上繪 (The Lines and Geoglyphs of Nasca and Pampas de Jumana) | 2010年8月号               | 16卷   | 森罗和立树受到研究纳斯卡地上绘的西班牙学者邀请来到秘鲁，但还没见上面，学者就被发现已经死亡。虽然死因是摔死，陈尸地点附近并没有足够高大的场所。 |
| Op.44 | 雷亞克 (The "Leyak")                                                   | 2010年9月号               | 16卷   | 森罗等人为拜访立树祖父的朋友来到巴厘岛。虽然当地因观光业发达而多少实现了现代化，但居民间似乎还存有迷信……。 |
| Op.45 | 學校的七個不可思議 (The Seven Mysteries of Highshchool)                | 2010年10月号              | 16卷   | 周日，森罗等人为了制作运动会的入场大门来到学校。横枪讲起明友高中版的“七大不可思议”，但一点也不可怕。但森罗和立树前去买必需物品回来之后，却发现教室中没有其他同学的身影…… |
| Op.46 | 阿拉伯彎刀 (The Khanjar)                                               | 2010年11月号              | 16卷   | 警方委托森罗鉴定号称是阿拉伯弯刀的短剑的真伪。由于犯下盗窃罪的犯人供述“我是被玛乌命令偷的”，若被鉴定为真货，玛乌将会被逮捕。当然，玛乌拜托森罗想想办法……。 |
| Op.47 | 普林尼博物誌 (The Natural History of G.Plinius Secundus)               | 2011年1月号               | 17卷   | 一名自由旅行家以老普林尼的博物志为报酬，委托森罗和立树调查冷战时期的东德、企图和家人一起翻过柏林墙的少年被警卫枪杀的事件。在调查时、发现协助少年和他的家人的间谍、似乎为了独吞少年持有的博物志而见死不救…。 |
| Op.48 | 隱密村莊 (The Secret Village)                                          | 2011年2月号               | 17卷   | 为了自己做七草粥、森罗等人来到了有着隐密村庄传说的地方。土地主人住在山顶的豪宅上。当森罗等人为询问土地主人是否可以分给他们缺少的七草而前往拜访时、却误入了隐密村庄。 |
| Op.49 | 馬塞克畫 (Mosaic)                                                      | 2011年3月号               | 17卷   | 有一名男性散播世界性的设计事务所的建筑家把前辈埋在自家墙壁里、并贴上了马赛克墙贴的传言。虽然男性坚持自己的主张、但没有确凿的证据就无法挖开墙壁调查。对一连串事件有些在意的鲸崎警部于是向森罗请求协助。 |
| Op.50 | 夢幻汽車 (Phantom Car)                                                 | 2011年4月号               | 17卷   | 森罗和立树来到车子部件的交换市场，在那里认识的修理工以René Lalique制作的装饰品为交换、希望他们能找到由大饮食企业会长所持有的第二次世界大战前制造的梦幻之车“筑波号”方向盘。 |
| Op.51 | 龍鳳 (Dragon and Phoenix) 〈前篇、後篇〉                               | 2011年5月号 2011年6月号   | 18卷   | 森罗和立树受香港不動產王兼黑社會女会长周佳玲的邀请前往香港，却发生了敌对组织的会长遭到杀害的事件。敌对组织会长臨死之前对部下提示“周家的双胞胎长一模一样，根本无法分辨”，因此周的雙胞胎孩子被懷疑是兇手。但周的孩子文龙·文凤是异卵双胞胎，所以很难说长得很像。于是发展成了组织间的争端，连森罗和立树都被卷入...                                                                                                 |
| Op.52 | 「搭乘A列車吧」 (Take the "A" Train)                                   | 2011年7月号               | 18卷   | 转到明友高中的第一天就被同班的田岸保盯上的高中生·堺。对自己的座位产生违和感的堺调查在之前坐在这里的人物时、遭到了田岸的妨碍、甚至产生了之前在某个岔路口的交通事故与田岸有关的幻觉。之前坐在这里的人和田岸之间到底发生了什么…? |
| Op.53 | 玻璃博物館 (The Glass Museum)                                          | 2011年8月号               | 18卷   | 森罗和立树从认识的银行职员那里接到给他客人的妻子按个人兴趣开设玻璃博物馆提出建议的邀请。在全员喝茶的时候、发生了女主人最得意的藏品——蒂凡尼 的玻璃制品被打碎的事件。 |
| Op.54 | 銀座夢幻亭的老闆 (Master of Ginza Mugen-Tei)                           | 2011年9月号               | 19巻   | 国会议员用自己珍藏的，模仿昭和30年代银座高级俱乐部「梦幻亭」老板阿涼的人偶作为交换，委托森罗调查昭和30年代「梦幻亭」的老板阿涼最深爱的人是谁。 |
| Op.55 | 夜晚跳舞 (Dance the Night Away)                                        | 2011年10月号              | 19巻   | 明友高中3年级女生梦想着成为一名职业舞蹈员，她晚上在一栋大楼外对着玻璃练习跳舞时，目击到了一宗失窃案。但她的证词却和该大楼内的警卫与当时留下来加班的设计师的证词，以及防盗录像的结果都有出入。是这位少女在说谎吗？ |
| Op.56 | 總統逮捕事件 (The Arrested President Affair) 〈前篇、後篇〉            | 2011年11月号 2011年12月号 | 19巻   | 主导东欧小国瓦尔奇亚共和国多达三万人虐杀事件的前总统史瓦密在比利时遭到逮捕。比利时想审判史瓦密，但瓦尔奇亚却说比利时侵犯他国主权，并要求比利时立刻引渡史瓦密。两国因此在国际法庭上展开激辩。比利时政府雇用森罗成为本案的辅佐人登上了国际法庭，但他的对手，巴尔基亚雇用的辅佐人，居然是他的表哥灯马想！与Q.E.D 41卷跨界, 2个故事最好同时看。                                                                    |
| Op.57 | 12月27日 (December 27)                                                 | 2012年1月号               | 20巻   | 學校的同學們在森羅博物館舉辦聖誕party,這時候有人的聖誕禮物不見了....。 |
| Op.58 | 摔落 (Downfall)                                                        | 2012年2月号               | 20巻   | 立樹的外公帶著森羅與立樹到溫泉旅館,卻有人在那裡身亡。 |
| Op.59 | 木片 (A Piece of Wood)                                                 | 2012年3月号               | 20巻   | 森羅之前幫了一個民俗學老師,所以從他的倉庫拿了一塊木材當報酬,不知為何選了並且很在意這塊木材,突然出現的神秘女子帶了塊木頭請求森羅解謎,她爺爺答應只要能解開他一直思考的謎團,就給對方寶物。 |
| Op.60 | 犀牛圖 (Durer's Rhinoceros)                                            | 2012年4月号               | 20巻   | 莫利斯·蘭德(森羅的父親之一)自首偷了犀牛版畫被關在拘留所,他要求把森羅找來解決這件事。 |
| Op.61 | 冬木先生的一天 (A Day of Mr.Fuyuki)                                    | 2012年5月号               | 21卷   | 冬木先生因心臟病發而身亡,他的女兒曾勸過他搬到美國跟她一起住,卻被他拒絕並說他有個不能離開的秘密,如果想知道是什麼秘密就去七瀨澡堂。 |
| Op.62 | 湖底 (The Bottom of a Lake)                                            | 2012年6月号               | 21卷   | 葦原家的人因為要分財產委託森羅把一些不清楚價值的東西做財產目錄,同時葦原藍請森羅查出她男友死亡的真相。 |
| Op.63 | 妖精之門 (Elf Door)                                                    | 2012年7月号               | 21卷   | 瑪烏請森羅幫她鑑定渾巴巴的雕像,森羅不幫忙於是被趕出店裡,但是森羅發現了那可能是真品,懷疑瑪烏近期會有筆交易於是跟立樹暗地裡跟蹤她。 |
| Op.64 | 瓦勒他的燭台 (Vallette's Candllestick)                                 | 2012年8月号               | 21卷   | 一位老先生打傷了一個人被捕之後宣稱自己擁有瓦勒他的燭台,因此為了得到那件寶物德國、西班牙、法國、英國都派代表宣稱那是他們國家的所有物,為了解決紛爭梵蒂岡的教皇廳派森羅去馬爾他。 |
| Op.65 | 夏季補習 (Summer Supplementary Lessons)                                | 2012年9月号               | 22卷   | 電研社做的太陽能車因不明原因遭到破壞。 |
| Op.66 | 玻璃的樂園 (The Giass Paradise) 〈前篇、後篇〉                         | 2012年10月号 2012年11月号 | 22卷   | 加拉巴哥群島的漁夫桑特受傷倒地並控告是研究員艾莉絲幹的,桑特的朋友非常生氣導致當地居民與研究人員關係越來越差,為了查明真相森羅被研究所找來。 |
| Op.67 | 螺旋古董店 (Screwed Antique Shop)                                      | 2012年12月号              | 22卷   | 古董店發生命案老闆身亡後雖然抓到嫌犯但疑點重重,老闆的好友兼財產管理人希望能借助森羅的力量找到真相。 |
| Op.68 | 第四塊鏝繪 (The 4th Plaster Relief)                                    | 2013年1月号               | 23卷   | 出版社開條件如果想出書必須刊登杏次郎的夢幻的第四塊鏝繪,為了要出書一個名叫森重的人委託森羅調查這個已經被燒掉的夢幻作品。 |
| Op.69 | 足摺煎蛋捲店 (Ashizuri Thick Omelet Shop)                              | 2013年2月号               | 23卷   | 年末的時候立樹和森羅出門採購,到了蛋捲店時蛋捲店老闆的朋友因為喝醉直接闖進還在關門的店發現裡面亂成一團,因此眾人開始推測到底發生了什麼事。 |
| Op.70 | Nobody                                                                 | 2013年3月号               | 23卷   | 盜獵走私組織被警察逮到正在棄屍,打開袋子一看裡面卻是人偶,殺人現場明明有大量血跡卻找不到屍體,如果找不到屍體就無法以殺人案辦案,而且嫌犯A、B、C都表示人是別人殺,到底犯人是誰?屍體又在哪裡? |
| Op.71 | 操場 (Sports Ground)                                                   | 2013年4月号               | 23卷   | 因為有人灑水破壞消防栓,所以學校淹水,原本要晨練的棒球社也只好借用河堤外的球場....。 |
| Op.72 | 二笑亭 (Nishou-Tei Residence)                                          | 2013年5月号               | 24卷   | 哥哥在郊外建造了一棟奇怪的房子,妹妹希望他不是在揮霍父母的遺產,為了瞭解那棟房子是不是真的有什麼意義,想請森羅幫忙判斷。 |
| Op.73 | 鑽石小偷 (Diamond Thief)                                               | 2013年6月号               | 24卷   | 放在鑽石展展示的鑽石被偷了,鑽石保險業務負責人找來森羅進行調查。 |
| Op.74 | 蕾絲 (Lacework)                                                        | 2013年8月号               | 24卷   | 名門家族之女的叔父因為進入她父親的家裡盜竊被警備員射殺,她認為父親是故意的這並不是意外,為了得知真相請森羅幫忙。 |
| Op.75 | 衣櫃裡的幽靈 (Ghost in The Cabinet)                                    | Magazine +6月號           | 24卷   | 瑪烏被手下推薦購買一個100多年前的衣櫃,據說當時常被用來舉行降靈會,為了使買主產生興趣在此重現降靈會,但是在舉行第二次降靈會時有人死在裡面,因為在場的人很多偵訊結束前都不能離開,所以瑪烏決定靠自己盡快解決案件。 |
| Op.76 | 意外的珍寶 (A Lucky Find)                                              | 2013年9月号               | 25卷   | 橫槍的堂哥向他的父親借錢開民宿,後來他父親開始擔心要他去看看情況,因此橫槍帶著朋友們一起去他堂哥開的民宿。 |
| Op.77 | 皮包的故事 (The Bag Story)                                             | 2013年11月号              | 25卷   | 買賣進口雜貨的人與森羅一起競爭一個皮革工匠做的皮包,於是工匠出了一道謎題,只要能解開皮包就賣給他。 |
| Op.78 | 那天早上，8點13分 (In The Morning, 8:13)                               | Magazine + 7月號          | 25卷   | 一個普通的上班族在搭電車的路上意外看到了電視上報導的失蹤女子,雖然想確認她的身分,但是每次只要想過去搭話都會追丟對方。 |
| Op.79 | 香木 (Aromatic Tree)                                                   | 2013年12月号              | 25卷   | 上香道課的某位學生說自己看到了幽靈,並把原因歸咎於老師讓他們聞了一塊不知名的香木,導致他產生幻覺,為了弄清楚那塊香木的真面目還有某位學生看到幽靈的原因,有人就來請教森羅。 |
| Op.80 | 纜車 (The Gondolas)                                                    | 2014年1月号               | 26卷   | 一位有自己料理節目的料理研究家,被妹夫半威脅性的借錢,於是他答應借錢不過要幫他在他的別墅準備派對。 |
| Op.81 | 獅子大陸 (Lion's Land) 〈前篇、後篇〉                                  | 2014年2月号 2014年3月号   | 26卷   | 為了造訪擁有能從痛苦的經驗中消除悲傷的藥的巫醫,一位動物學家請求森羅使用戒指的權限讓他們一起進入保護區找那位巫醫,就在森羅答應不久後有消息說協助動物學家進行生態調查的馬賽的戰士被獅子殺死,但是馬賽族長觀察了屍體後認為事有蹊蹺,想詢問唯一目擊者但他因為驚嚇過度沒辦法說當時情況,所以決定也帶他拜訪巫醫消除他的悲傷以弄清事情的來龍去脈。                                                                        |
| Op.82 | 征兆 (Sign)                                                            | 2014年4月号               | 26卷   | 一個人在述說自己青年時期處於文化大革命時發生的故事。 |
| Op.83 | 阿茲特克小刀 (Aztec Knife)                                             | 2014年5月号               | 27卷   | 一位古董收藏家被殺害了,他的兒子因為母親被當成嫌犯所以來拜託森羅找出真兇。 |
| Op.84 | 爆破預告 (Bomb Threat)                                                 | 2014年7月号               | 27卷   | Blue Bull公司特別企劃了一個恐龍展邀請森羅來協助他們並提供建議,就在工作途中有封使用拋棄式帳號傳來的電子郵件寄到了工作人員的信箱,信上寫了建築物內安裝了炸彈,並於兩個半小時後爆炸....。 |
| Op.85 | 幸運 (Lucky)                                                           | 2014年8月号               | 27卷   | 一位網路遊戲發行公司的社長在只有他能開啟的辦公室發現屍體,因此被當成嫌犯逮補,在跟律師會面後的隔天,換成立樹來跟他會面,在對方疑惑的情況下立樹也只說他是受人委託才來的....。 |
| Op.86 | 大入道屏風 (Giant Monk Drawn on a Floding screen)                      | 新作品                    | 27卷   | 瑪烏因為公司的會計出了問題必須在三天內籌出50萬美元,所以接下了大財閥的委託,一開始是鑒定美術品的委託,後來對方又改了委託要他們尋找一百年來都找不到的在這棟別墅裡的大入道屏風,瑪烏接受了委託並把酬勞調高到100萬美元....。 |
| Op.87 | 沖繩樹精 (Kijimuna)                                                    | 2014年9月号               | 28卷   | 沖繩樹精是沖繩當地傳說中的精靈,一位會計師因為曾經看到沖繩樹精把壞人勒死吃掉的場面,自那時開始就一直被沖繩樹精監視有沒有做壞事,導致自己變成一個過分老實的人總是不斷吃虧,正好盂蘭盆節假期到了決定回沖繩看看有沒有辦法解決問題。 |
| Op.88 | 空屋 (Vacant House)                                                    | 2014年10月号              | 28卷   | 某棟即將要被拆除的空屋在裡面發現了身分不明的屍體,想賣收藏品給森羅的人聽到喧鬧聲,過去查看發現對方是自己認識的人....。 |
| Op.89 | 假日 (Holiday) 〈前篇、後篇〉                                          | 2014年12月号 2015年1月号  | 28卷   | 為了統一國家在薩丹發動軍事政變篡取了國家政權的上校煽動薩丹人民,殘殺姜葛人引發了兩年以上的戰亂,雖然很多國家介入調解停戰但是上校過於高傲根本談不成,於是只好請聯合國安全理事會發出停戰命令,但因為要在安理會通過決議非常困難,為此姜葛聘請了一位手段高超的外交官,那位外交官委託森羅查看遺跡,想藉由邀請各國共同研究遺跡以此為條件爭取通過停戰命令,但是看完遺跡後森羅發現那位外交官想做的交易絕對不只是那麼簡單....。 |
| Op.90 | 佛牌 (Phra Kruang)                                                     | 2014年11月号              | 29卷   | 石油大王死後在金庫清點財產時發現了一塊被放在深處的墜飾,因為不清楚價值的緣故請森羅鑑定,鑑定完後發現並不是什麼昂貴品,但是因為祖父生前說出了很不像他會說的話,所以他的孫女很在意並且認為在充斥著高價美術品的金庫裡這塊沒麼價值卻被小心翼翼保管的佛牌就是線索,為了得知其中的秘密森羅一行人前往泰國....。 |
| Op.91 | 被害者、加害者、目擊者 (Victim, Assailant, Witness)                    | 2015年2月号               | 29卷   | 森羅、立樹和立樹的外公一起去新年參拜時,由於人潮眾多立樹與另外兩人走散並且意外的目擊到了搶劫....。 |
| Op.92 | 山茶宅邸 (Camellia Mansion)                                            | 2015年3月号               | 29卷   | 公司不在三個月內調度資金就會破產,這時繼承家業的大少爺收到了爺爺的遺產,但是那遺產卻是一棟荒涼的宅邸,於是那位大少爺就花錢修繕了一番,但是根本賣不出去,想起了爺爺說過有為難的話就去找森羅博物館的館長....。 |
| Op.93 | 自白 (Confession)                                                      | 2015年4月号               | 29卷   | 森羅和立樹去祭拜了一位常來森羅博物館的人,鯨崎警部也在現場並跟他們說雖然兇手已經抓到但卻說自己雖然沒有殺人不過願意認罪,覺得事有蹊蹺的律師和森羅一行人重返犯罪現場調查真相。 |
| Op.94 | 捕夢網 (Dreamcatcher)                                                  | 2015年5月号               | 30卷   | 在男友請長假時發生了他被控告侵占公司資產的事,女友想告訴他這件事但是卻聯絡不到他也不知道他去哪,唯一的線索只知道他要去做照片上的東西,這時看到了森羅博物館的傳單....。 |
| Op.95 | 宗谷的失蹤 (Soya has Disappeared)                                      | 2015年6月号               | 30卷   | 一位大學生因為朋友的突然失蹤感到疑惑,導致工作時心不在焉還在七瀨澡堂泡暈,於是森羅和立樹就跟他聊了起來並試圖解開他的疑惑。 |
| Op.96 | JOKE                                                                   | 2015年7月号               | 30卷   | 瑪烏想在參加結婚典禮時跟新郎收購美術品,但是卻意外發現奄奄一息的新郎和旁邊的凶器,就在這時有人看到了這個景象,瑪烏就被當成嫌犯,因此她請森羅來調查真相。 |
| Op.97 | 彼德先生的遺產 (Mr.Peter's Leqacy)                                     | 2015年8月号               | 30卷   | 瑪烏委託森羅尋找一位大富翁的遺產其中有七成不知所終,因為他是突然遭到殺害所以沒有留下遺書,而當時被控殺人罪的就是請他們來鑑定丈夫收藏品的妻子....。 |

### 31卷至
| 話數   | 標題                                                  | 刊載月期（日）                      | 單行本 | 簡介概要 |
| ------ | ----------------------------------------------------- | ----------------------------------- | ------ | --- |
| Op.98  | 地獄洞 (Hole to Hell)                                 | 2015年5月号                         | 31卷   | 森羅到一個村莊去調查一個類似祠堂的遺跡,而那個遺跡就在被當地人說是地獄洞的洞裡,於是知道了這件事的森羅住的那個旅館老闆的兒子偷偷地跟著森羅入洞....。 |
| Op.99  | 幽靈車 (Ghost Car)                                    | 2015年9月号                         | 31卷   | 明友高中的學生在校外露營時發現一台疑似出了事故的車,但卻不像是一般的事故....。                                                                      |
| Op.100 | 四處移動的屍體 (Dead Body Moving Around)              | 2015年11月号                        | 31卷   | 有三人突然搬了具屍體拜訪森羅請求他找出真兇 |
| Op.101 | 第27屆偵探推理會議 (27th Detective Conference)        | 2015年12月号                        | 31卷   | 森羅收到一封邀請函,上面寫只要能找到犯人就能得到一百萬....。                                                                                        |
| Op.102 | 燈火 (Light)                                          | 2016年1月号                         | 32卷   | 伊朗挖到了新的人類化石，但伊朗政府和開採者都堅持自己應該有該化石的擁有權...。                                                                      |
| Op.103 | 干擾 (Interference)                                   | 2016年2月号                         | 32卷   | 小學生安永兄弟得到了一組無線電對講機，卻不小心聽到了犯罪集團的無線電通話...。                                                                      |
| Op.104 | 驅除邪視 (Amulet Against the Evil Eye)                | 2016年3月号                         | 32卷   | 舶來品商店的店長被殺了，唯一不見的東西卻只有一條驅除邪視的護身符項鍊...。                                                                          |
| Op.105 | 魔法書 (Grimoire)                                     | 2016年4月号                         | 32卷   | 瑪烏帶來了一座翡翠的貓雕像，說這是找到魔法書的線索...。                                                                                            |
| Op.106 | 會動的岩石 (Moving Rock)                              | 2016年5月号                         | 33卷   | 一群固定聚會旅遊玩電玩的朋友在投宿地聽到了「會動的岩石」的傳說...。                                                                                |
| Op.107 | 總有一天的文學全集 (Unread Collections of Literature) | 2016年6月号                         | 33卷   | 因為丈夫過世而獨自前往夏威夷旅行的米倉，在投訴的飯店看到旁邊的小木屋發生夫妻吵架...。                                                              |
| Op.108 | 角蟬 (Treehopper)                                     | 2016年7月号                         | 33卷   | 某顧問管理公司發生了資金被侵佔的事件，管理顧問井笠堅持是自己偷的...。                                                                              |
| Op.109 | 看不見的弓箭手 (Invisible Archer)                     | 2016年9月号                         | 33卷   | 舞台劇李爾王的表演現場，發生了兇殺案，飾演李爾王的團長被弓箭射死...。                                                                              |
| Op.110 | 消失的飛行 (Disappeared)                              | 2016年8月号                         | 34卷   | 一架飛機發生墜機事故，但飛機卻消失了...。 |
| Op.111 | 瑪莉亞娜的幻境 (Mariana's Illusion) 〈前篇、後篇〉    | 2016年10月号 2016年11月号           | 34卷   | 85歲的神部守生留下一張紙條，告訴孫子要去厄瓜多見魔女後就消失了...。                                                                                |
| Op.112 | 舊房子 (Old House)                                    | 2016年12月号                        | 34卷   | 瀨戶潮搬到了一個小鎮，碰到一名熱心的房東敦賀願意以免費的價格將一棟舊房子租給他...。                                                                |
| Op.113 | 宿舍間 (Dormitory)                                    | 2017年1月号                         | 35卷   | 泰國的背包旅館中發生了日本人持有毒品被逮捕的事件，但本人堅持是被冤枉的。                                                                           |
| Op.114 | 瑪烏的聖誕節 (Man at Christmas)                       | 2017年2月号                         | 35卷   | 瑪烏承接了一間製藥公司董事長的遺產處理，價值八千萬的古董及美術品需要處理保險及倉儲問題以及尋找賣家。                                               |
| Op.115 | 橡實與松果 (Acorn and Pinecone)                       | 2017年3月号                         | 35卷   | 救難隊收到一名小孩的求救訊號，依照描述到了落難地點卻沒看到小孩...。                                                                                |
| Op.116 | 不在場證明 (Alibi)                                    | 2017年4月号                         | 35卷   | 上班族三毛野捲入殺人案嫌疑，所幸受到碰巧與其相遇的立樹等人的協助，成功找到不在場證明的證人。                                                       |
| Op.117 | 山上的醫生 (Doctor in the Mountain)                   | 2017年5月号                         | 36卷   | 揚坦的師父因為意外身亡，來不及將自己的藥箱收藏處告知，沒有頭緒的情況下只好求助於碰巧來此地工作的森羅。                                             |
| Op.118 | 魯拜集的故事 (Tale of Rubaiyat) 〈前篇、後篇〉        | 2017年6月号 2017年7月号             | 36卷   | 一名日本人想把孔雀魯拜集賣給富豪，卻在古董商處的密室遭到殺害...。                                                                                  |
| Op.119 | 霞莊事件 (Kasumi-so Case)                             | 2017年11月号                        | 36卷   | 霞莊的房東突然失蹤了，與房東的兒子一起進入調查的警員發現內有血跡...。                                                                              |
| Op.120 | 十字路口 (Crossroad)                                  | 2017年8月号                         | 37卷   | 明友高中的美術社接連發生了不可思議的事件，其中一名社員繪畫技術卻突然提升...。                                                                      |
| Op.121 | 棕櫚樹圖案硬幣 (Palm Tree Coin)                       | 2017年9月号                         | 37卷   | 瑪烏帶來了三個硬幣，表示其隱藏了某個村莊可以不被戰爭消滅的秘密，其共通點只有三個硬幣都是棕櫚樹圖案。                                               |
| Op.122 | 礦區 A-11 (Mining Area A-11)                          | 2017年10月号                        | 37卷   | 在月球軌道上的小行星礦區A-11發生作業員被槍殺事件，宇宙監察官七瀨立樹和太空工程博士榊森羅前往調查真相。                                             |
| Op.123 | 貓的尾巴 (Cat's Tail)                                 | 2017年12月号                        | 37卷   | 小鎮中有個古老傳說，有名畫家將生平財產藏在城鎮某地，而提示是「位於貓的尾巴前端」。                                                                 |
| Op.124 | 目擊證詞 (Eyewitness Testimony)                       | 2018年1月号                         | 38卷   | 因為傷害而入獄的晴海京介，出獄後遇到一名男子告知有目擊證人可以證明自己的清白...。                                                                  |
| Op.125 | 光之巨人 (Giant of Light) 〈前篇、中篇、後篇〉        | 2018年2月号 2018年3月号 2018年4月号 | 38卷   | 一名國二生友永亮太收到父親寄來的方解石和暗號，求助森羅後前往冰島解開關於聖杯的秘密。                                                               |

## 出版書籍
| 卷數 | 講談社         | 講談社                 | 東立出版社     | 東立出版社             |
| 卷數 | 發售日期       | ISBN                   | 發售日期       | ISBN                   |
| ---- | -------------- | ---------------------- | -------------- | ---------------------- |
| 1    | 2006年3月16日  | ISBN 978-4-06-371032-8 | 2007年1月15日  | ISBN 978-986-11-8534-7 |
| 2    | 2006年5月17日  | ISBN 978-4-06-371045-8 | 2007年2月26日  | ISBN 978-986-11-8535-4 |
| 3    | 2006年8月17日  | ISBN 978-4-06-371056-4 | 2007年4月3日   | ISBN 978-986-11-9167-6 |
| 4    | 2007年1月17日  | ISBN 978-4-06-371075-5 | 2007年6月27日  | ISBN 978-986-11-9567-4 |
| 5    | 2007年5月17日  | ISBN 978-4-06-371089-2 | 2007年9月7日   | ISBN 978-986-10-0138-8 |
| 6    | 2007年9月14日  | ISBN 978-4-06-371110-3 | 2007年11月15日 | ISBN 978-986-10-0678-9 |
| 7    | 2008年2月15日  | ISBN 978-4-06-371122-6 | 2008年6月26日  | ISBN 978-986-10-1492-0 |
| 8    | 2008年6月17日  | ISBN 978-4-06-371152-3 | 2008年8月29日  | ISBN 978-986-10-2036-5 |
| 9    | 2008年10月17日 | ISBN 978-4-06-371167-7 | 2008年12月29日 | ISBN 978-986-10-2712-8 |
| 10   | 2009年1月16日  | ISBN 978-4-06-371178-3 | 2009年3月30日  | ISBN 978-986-10-3174-3 |
| 11   | 2009年6月17日  | ISBN 978-4-06-371199-8 | 2009年9月7日   | ISBN 978-986-10-3961-9 |
| 12   | 2009年10月16日 | ISBN 978-4-06-371215-5 | 2010年3月8日   | ISBN 978-986-10-4659-4 |
| 13   | 2010年2月17日  | ISBN 978-4-06-371227-8 | 2010年5月31日  | ISBN 978-986-10-5341-7 |
| 14   | 2010年6月17日  | ISBN 978-4-06-371247-6 | 2011年1月31日  | ISBN 978-986-10-5951-8 |
| 15   | 2010年10月15日 | ISBN 978-4-06-371257-5 | 2011年2月24日  | ISBN 978-986-10-6623-3 |
| 16   | 2011年2月17日  | ISBN 978-4-06-371272-8 | 2011年5月9日   | ISBN 978-986-10-7444-3 |
| 17   | 2011年6月17日  | ISBN 978-4-06-371288-9 | 2011年9月8日   | ISBN 978-986-10-8042-0 |
| 18   | 2011年10月17日 | ISBN 978-4-06-371303-9 | 2012年2月21日  | ISBN 978-986-10-8893-8 |
| 19   | 2012年2月17日  | ISBN 978-4-06-371319-0 | 2012年6月5日   | ISBN 978-986-10-9593-6 |
| 20   | 2012年6月15日  | ISBN 978-4-06-371331-2 | 2013年3月6日   | ISBN 978-986-317-359-5 |
| 21   | 2012年10月17日 | ISBN 978-4-06-371347-3 | 2013年7月11日  | ISBN 978-986-324-111-9 |
| 22   | 2013年2月15日  | ISBN 978-4-06-371362-6 | 2013年12月12日 | ISBN 978-986-332-060-9 |
| 23   | 2013年6月17日  | ISBN 978-4-06-371377-0 | 2014年5月19日  | ISBN 978-986-337-043-7 |
| 24   | 2013年10月17日 | ISBN 978-4-06-371391-6 | 2014年12月4日  | ISBN 978-986-337-864-8 |
| 25   | 2014年2月17日  | ISBN 978-4-06-371408-1 | 2015年1月16日  | ISBN 978-986-348-497-4 |
| 26   | 2014年6月17日  | ISBN 978-4-06-371423-4 | 2015年5月18日  | ISBN 978-986-365-227-4 |
| 27   | 2014年10月17日 | ISBN 978-4-06-371439-5 | 2015年10月19日 | ISBN 978-986-382-093-2 |
| 28   | 2015年2月17日  | ISBN 978-4-06-371458-6 | 2016年1月13日  | ISBN 978-986-382-876-1 |
| 29   | 2015年6月17日  | ISBN 978-4-06-371474-6 | 2016年3月8日   | ISBN 978-986-431-688-5 |
| 30   | 2015年10月16日 | ISBN 978-4-06-371489-0 | 2016年10月17日 | ISBN 978-986-462-393-8 |
| 31   | 2016年2月17日  | ISBN 978-4-06-392508-1 | 2016年12月23日 | ISBN 978-986-106-016-3 |
| 32   | 2016年6月17日  | ISBN 978-4-06-392528-9 | 2017年5月19日  | ISBN 978-986-470-540-5 |
| 33   | 2016年10月17日 | ISBN 978-4-06-392549-4 | 2017年7月20日  | ISBN 978-986-482-148-8 |
| 34   | 2017年2月17日  | ISBN 978-4-06-392565-4 | 2018年5月3日   | ISBN 978-986-482-812-8 |
| 35   | 2017年6月16日  | ISBN 978-4-06-392585-2 | 2018年6月11日  | ISBN 978-986-486-511-6 |
| 36   | 2017年10月17日 | ISBN 978-4-06-392606-4 | 2019年5月16日  | ISBN 978-957-9652-90-2 |
| 37   | 2018年2月16日  | ISBN 978-4-06-510927-4 | 2019年8月22日  | ISBN 978-957-26-0774-9 |
| 38   | 2018年6月15日  | ISBN 978-4-06-511890-0 | 2019年10月31日 | ISBN 978-957-26-1439-6 |
| 39   | 2018年10月17日 | ISBN 978-4-06-513174-9 | 2021年6月28日  | ISBN 978-957-26-2116-5 |
| 40   | 2019年2月15日  | ISBN 978-4-06-514620-0 | 2021年10月14日 | ISBN 978-957-26-2977-2 |
| 41   | 2019年6月17日  | ISBN 978-4-06-516096-1 | 2023年9月28日  | ISBN 978-957-26-4254-2 |
| 42   | 2019年10月17日 | ISBN 978-4-06-517370-1 | 2023年11月13日 | ISBN 978-957-26-4389-1 |
| 43   | 2020年2月17日  | ISBN 978-4-06-518540-7 | 2024年8月29日  | ISBN 978-957-26-5021-9 |
| 44   | 2020年6月17日  | ISBN 978-4-06-519684-7 |                |                        |
| 45   | 2020年10月16日 | ISBN 978-4-06-521039-0 |                |                        |

## 外部連結
- （日語）